# Совет Норт-Девона
Совет Норт-Девона (англ. North Devon Council) — создан 1 апреля 1974 года для управления районом Норт-Девон в графстве Девон, что в Юго-Западной Англии. Главный офис Совета находится в административном центре (англ. Civic Centre) города Барнстапл, по улице Норт-Уок (англ. North Walk), в одном здании с Советом графства Девон, Магистратским судом Норт-Девона и Барнстаплским судом графства.
До декабря 2007 года назывался «Районным советом Норт-Девона».